# دومینگو گونسالس
دومینگو گونسالس (اسپانیایی: Domingo González‎; ۲۴ دسامبر ۱۹۴۷ – ۱۶ ژوئیهٔ ۱۹۷۹) بازیکن فوتبال اهل کلمبیا بود.
از باشگاه‌هایی که در آن بازی کرده‌است می‌توان به باشگاه فوتبال سانتا فه اشاره کرد.